# Down Down
Singles de Status Quo
Break the Rules
(1974) Quo Live!
(1975)
Down Down est une chanson du groupe de rock britannique Status Quo.

## Genèse
Down Down est un single issu du 8e album studio, On the Level. Plus court que la version figurant sur l'album, ce titre s'appelait au départ Get Down.
Down Down est le premier et unique single de Status Quo à avoir atteint la première place dans les charts anglais. La face B est le titre Nightride qui figure également sur On the Level.
Il a été certifié disque d'argent le 1er février 1975 par la BPI/brit-certified BPI website pour plus de 200 000 singles vendus.
En France, le single se classe à partir du 18 janvier 1975 et parvient à atteindre jusqu'à la 23e place comme meilleur position, étant le titre le mieux classé du groupe sur le territoire français dans les années 1970.

## Liste des pistes
- Face A : Down Down (Francis Rossi / Robert Young) - 3:50
- Face B : Nightride (Rick Parfitt / Young) - 3:52

## Musiciens
- Francis Rossi : chant, guitare.
- Rick Parfitt : guitare, chœurs.
- Alan Lancaster : basse.
- John Coghlan : batterie, percussions.

## Classement hebdomadaire
| Date       | Chart               | durée du classement | Position |
| ---------- | ------------------- | ------------------- | -------- |
| 07/12/1974 | UK Singles Chart    | 11 semaines         | 1er      |
| 13/01/1975 | Single Top 100      | 24 semaines         | 7e       |
| 15/03/1975 | Ö3 Austria Top 40   | 4 semaines          | 14e      |
| 22/02/1975 | (V) Ultratop        | 1 semaine           | 11e      |
| 18/01/1975 | Top 100             | 21 semaines         | 23e      |
| 01/03/1975 | VG-lista            | 7 semaines          | 8e       |
| 15/03/1975 | Mega Top 50         | 10 semaines         | 1er      |
| 11/04/1975 | Schweizer Hitparade | 15 semaines         | 2e       |

## Certification
| Pays        | Certification | Ventes    | Date       |
| ----------- | ------------- | --------- | ---------- |
| Royaume-Uni | Argent        | 200 000 + | 01/02/1975 |